# Yejis
Els yejis són els membres d'un grup ètnic guang que parlen el dialecte yeji de la llengua chumburung al sud del llac Volta, a Ghana. A Ghana hi viuen 2.650 yejis. El seu codi ètnic és NAB59a i el seu ID és 18871.

## Religió
El 91% dels yejis creuen en religions africanes tradicionals, el 8% són cristians i l'1% són musulmans. Dels cristians, la meitat són catòlics, el 25% són protestants i el 25% pertanyen a esglésies independents. Segons el joshuaproject, el 2% dels yejis cristians segueixen el moviment evangèlic.